# BMW VI
BMW VI byl vodou chlazený dvanáctiválcový  vidlicový letecký motor vyráběný společností BMW ve 20. letech 20. století v Německu. Šlo o jeden ze zásadních meziválečných německých motorů s tisíci vyrobenými kusy. Na jeho vývoj navázaly motory BMW VII a BMW IX, které se ale už takového použití nedočkaly.

## Použití
- Albatros L 77
- Arado Ar 64
- Arado Ar 65
- Arado Ar 68
- Arado SSD I
- Dornier Do 10
- Dornier Do 17
- Focke-Wulf Fw 42
- Heinkel He 45
- Heinkel He 51
- Heinkel He 59
- Heinkel He 60
- Heinkel He 70
- Junkers F.24ko
- Kawasaki Type 92
- Polikarpov R-5 prototyp
- Tupolev TB-3 Mikulin M-17

## Specifikace (BMW VI)

### Technické údaje

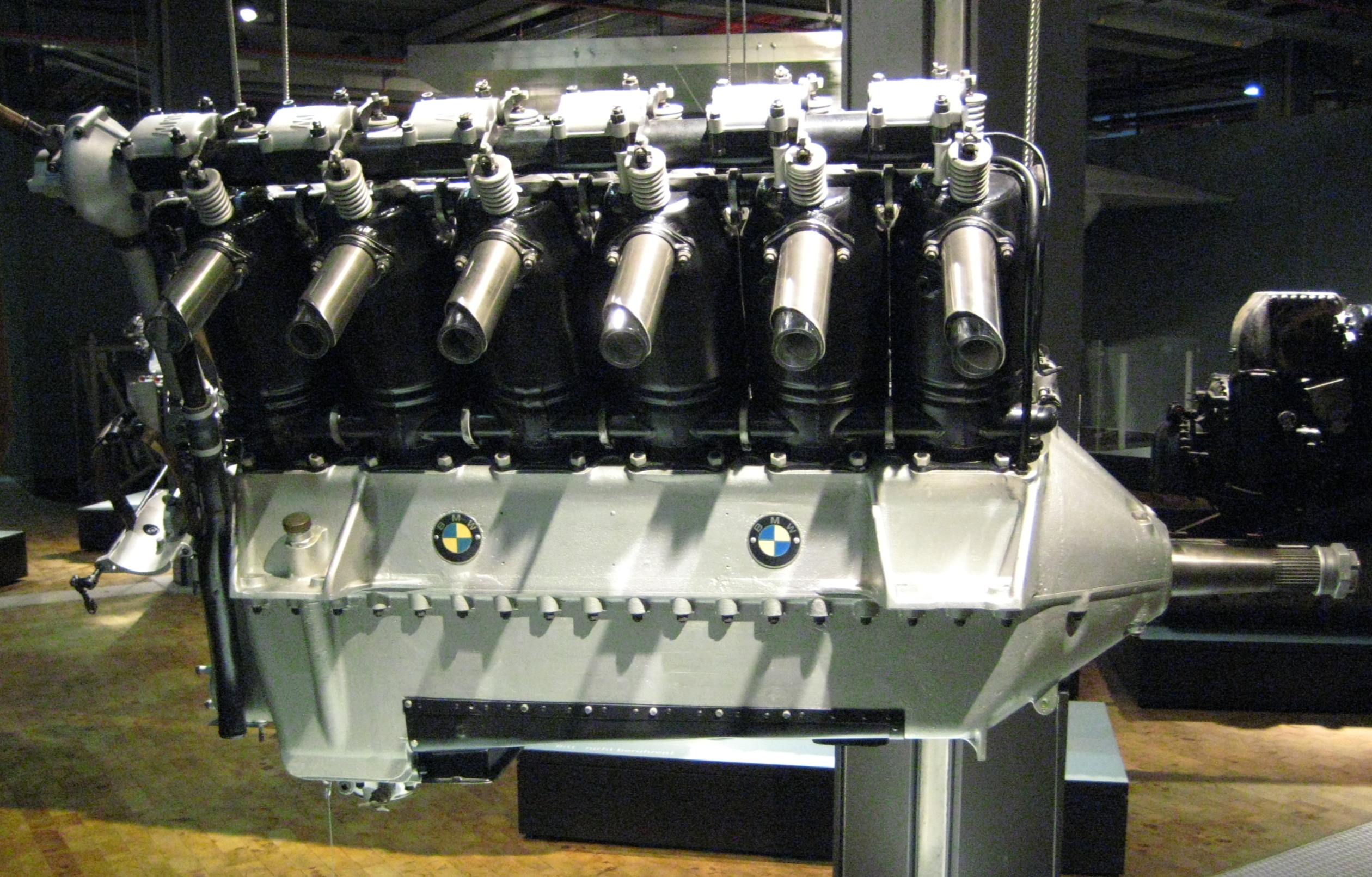
Pohled na BMW VI ze strany

- Typ: 12válcový, vodou chlazený, vidlicový motor
- Vrtání: 160 mm
- Zdvih: 190 mm
- Objem válců: 46,9 l
- Délka: 1 810 mm
- Šířka: 859 mm
- Výška: 1 103 mm
- Suchá hmotnost: 510 kg

### Součásti
- Palivový systém: 2 × Zenith 60 DCL
- Palivo: 87 oktanový benzín
- Chladicí soustava: chlazení vodou

### Výkony
- Výkon: 585 PS (ca 430 kW) při 1 350 ot./min (trvalý výkon)
- Kompresní poměr: 5,50:1